# The Disregard of Timekeeping
The Disregard of Timekeeping è il primo album in studio dei Bonham, uscito nel 1989 per l'Etichetta discografica WTG Records.

## Tracce
1. The Disregard of Timekeeping (Bonham, Ezrin, Hatton, MacMaster, Smithson) 2:09
2. Wait for You (Bonham, Ezrin, Hatton, MacMaster, Smithson) 5:02
3. Bringing Me Down (Bonham, Ezrin, Hatton, MacMaster, Smithson) 4:18
4. Guilty (Bonham, Ezrin, Hatton, MacMaster, Smithson) 4:37
5. Holding on Forever (Bonham, Ezrin, Hatton, MacMaster, Smithson) 4:56
6. Dreams (Bonham, Ezrin, Hatton, MacMaster, Smithson) 7:50
7. Don't Walk Away (Bonham, Ezrin, Hatton, MacMaster, Smithson) 4:43
8. Playing to Win (Bonham, Ezrin, Hatton, MacMaster, Smithson) 6:55
9. Cross Me and See (Bonham, Ezrin, Hatton, MacMaster, Smithson) 5:27
10. Just Another Day (Bonham, Ezrin, Hatton, MacMaster, Smithson) 4:26
11. Room for Us All (Bonham, Ezrin, Hatton, MacMaster, Smithson) 7:13

## Formazione
- Daniel MacMaster - voce
- Ian Hatton - chitarra
- John Smithson - basso, tastiere e violino
- Jason Bonham - batteria e percussioni

### Altri musicisti
- Trevor Rabin - basso (3, 5 & 7) e cori
- Jimmy "Z" Zauala - armonica (3)
- Craig Neil - percussioni (1 & 2)
- Duncan Faure - cori
- Bob Ezrin - orchestra
- Bill Millay - midi e programmazione tastiere